# Игумново (городской округ Клин)
Игумново — деревня в Клинском районе Московской области, в составе Воздвиженского сельского поселению. Население — 31 чел. (2010). До 2006 года Игумново входило в состав Воздвиженского сельского округа.
Деревня расположена в северо-западной части района, примерно в 23 км к северо-западу от райцентра Клин, на правом берегу реки Яузы, высота центра над уровнем моря — 139 м. Ближайшие населённые пункты — Гологузово на севере и Воздвиженское на юге. Через деревню проходит региональная автодорога 46К-0280 (автотрасса М10 «Россия»— Высоковск).

## Население
| 2002 | 2006 | 2010 |
| ---- | ---- | ---- |
| 31   | ↘19  | ↗31  |